# Abundância dos elementos químicos
Os diferentes elementos que fazem parte da composição das estrelas vizinhas e das nuvens interestelares de gás e poeira são os mesmos. Este padrão, com certas exceções facilmente explicáveis, é também observado nos planetas e corpos menores do Sistema Solar. Tudo se origina com a energia liberada no Big Bang, que vem a ser toda a energia que compõe o universo, que com o posterior resfriamento do universo e condensação da matéria 300 mil anos após o Big Bang, com o aparecimento de partículas elementares e suas respectivas antipartículas a se aniquilarem, tendo como fim a formação dos primeiros átomos, em maioria absoluta de hidrogênio, com uma minoria de hélio e quantidades ínfimas de outros elementos. Posteriormente, com a formação das primeiras galáxias, átomos mais pesados que estavam sendo sintetizados por nucleossíntese estelar no núcleo das estrelas, enchendo o universo de luz, passaram a ser liberados por explosões de supernovas, tornando as nuvens interestelares ricas em átomos pesados, basicamente "poeira das estrelas", formando não somente estrelas de segunda geração, como também os primeiros sistemas planetários.
O hidrogênio, juntamente com o hélio, é o elemento mais abundante no universo, que compõe cerca de 99% dos elementos químicos existentes neste (com exceção da matéria escura, um mistério ainda a ser resolvido pela ciência). A idade do universo e a violência da maioria dos fenômenos naturais que nele se desenrolam trouxeram como conseqüência o fato de os tipos de matéria encontrarem-se bastante miscigenados. As proporções relativas (abundância) dos elementos podem ser determinadas pelo estudo da composição química da atmosfera solar e de certos meteoritos primitivos conhecidos como condritos carbonáceos, que parecem ter sido criados a partir da matéria muito antiga e indiferenciada que constituía o sistema solar. Os materiais estelares e planetários contêm 83 elementos químicos estáveis. Para cada átomo de silício há 3.180 átomos de hidrogênio, 221 de hélio, 21,5 de oxigênio, 11,8 de carbono, 3,7 de nitrogênio, 3,4 de neônio, 1,06 de magnésio, 0,83 de ferro e 0,5 de sódio.

## Na Terra
O núcleo da Terra é provavelmente constituído de duas partes, uma interna mantida sólida devido a pressão, e uma externa líquida, compostos de ferro e níquel, rodeado por uma camada chamada manto. O manto é coberto pela crosta terrestre. 99,7% da massa da crosta é constituída por oxigénio, silício, alumínio, ferro, cálcio, magnésio, sódio, potássio, titânio, hidrogénio, fósforo e manganês (por ordem decrescente de percentagem presente). A distribuição dos elementos na crosta terrestre não é, no entanto, uniforme, e muitos deles não se encontram na sua forma elementar.